# Нил Деграс Тајсон
Нил Деграс Тајсон (енгл. Neil deGrasse Tyson; Њујорк, 5. октобар 1958) је амерички астрофизичар, писац и популаризатор науке. Тренутно је директор Хејденовог планетаријума у Њујорку. Током 2014. године био је водитељ серијала Космос: Просторно–временска одисеја, наставак популарног серијала Карла Сејгана из 1980их – Космос: Лично путовање. Ожењен је и има двоје деце.